# Паоло Кальдарелла
Паоло Кальдарелла (італ. Paolo Caldarella, 20 вересня 1964 — 27 вересня 1993) — італійський ватерполіст.
Олімпійський чемпіон 1992 року, учасник 1988 року.
Срібний призер Чемпіонату світу з водних видів спорту 1986 року.
Чемпіон Європи з водного поло 1993 року, бронзовий призер 1987, 1989 років.
Переможець літньої Універсіади 1987 року.
Переможець Середземноморських ігор 1987, 1991, 1993 років.